# Rio Juruena
Rio Juruena är ett vattendrag i Brasilien. Det ligger i den centrala delen av landet, 1 400 km nordväst om huvudstaden Brasília.
I omgivningarna runt Rio Juruena växer i huvudsak städsegrön lövskog. Trakten runt Rio Juruena är nära nog obefolkad, med mindre än två invånare per kvadratkilometer.